# Schistosoma mansoni
Schistosoma mansoni is een tropische parasitaire worm uit het geslacht Schistosoma, die de ziekte schistosomiasis veroorzaakt. Jaarlijks raken circa 210 miljoen mensen ermee besmet. In juli 2009 werd bekend dat onderzoekers van het Leids Universitair Medisch Centrum de genetische code van de worm ontrafeld hebben, wat op termijn een bijdrage moet leveren aan een medicijn.

## Levenscyclus
Schistosoma mansoni heeft een ingewikkelde levenscyclus. Uit wormeitjes ontwikkelen zich in zoet water een larvestadium (miracidia), die zich vrij in het water voortbewegen door middel van trilhaartjes. Deze larven zijn ofwel mannelijk, ofwel vrouwelijk. Ze dringen een tussengastheer (een zoetwaterslak) binnen.
In de slak ondergaan de larven een aantal ontwikkelingsstadia. De miracidia verliezen hun trilharen en veranderen in een moedersporocyst: een soort zak waarin de larve zich ongeslachtelijk vermeerdert. Iedere moedersporocyst produceert meerdere dochtersporocysten, die op hun beurt weer een ander type larve (cercaria) in grote hoeveelheden voortbrengen. Ieder miracidium brengt zodoende honderdduizenden cercaria voort. Ook hiervan zijn er mannelijke en vrouwelijke exemplaren.
De cercaria verlaten hun tussengastheer en zwemmen naar hun tweede gastheer. Als mensen in besmet water baden kan de parasiet in dit larvestadium ongemerkt door de huid het lichaam binnendringen. Eenmaal in de bloedbaan reizen de piepkleine cercaria naar de lever en groeien uit tot wormen van ongeveer een centimeter. Mannetjes en vrouwtjes gaan vervolgens in paren naar de bloedvaten rond de darmen om eitjes te leggen. Ongeveer twee maanden na een besmetting zijn de microscopisch kleine eitjes aantoonbaar in de ontlasting. Hiermee is de cyclus rond. Dit proces, van eitje tot eileggende worm duurt 25 tot 30 dagen.
De levensduur van de Schistosoma mansoni kan meer dan twintig jaar bedragen, maar is meestal ongeveer vijf jaar.

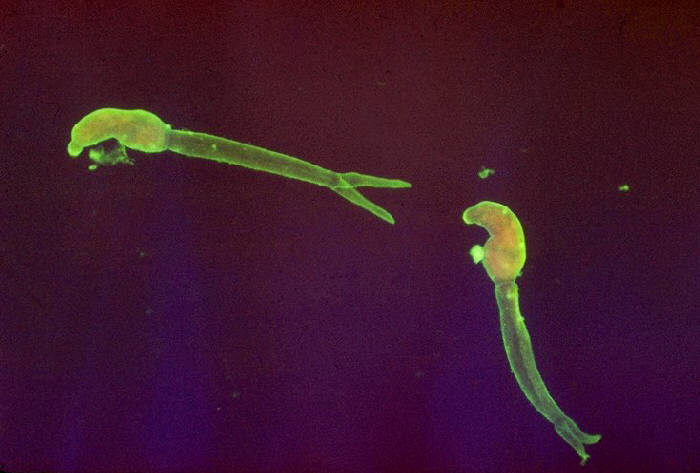
Cercaria larve van Schistosoma mansoni
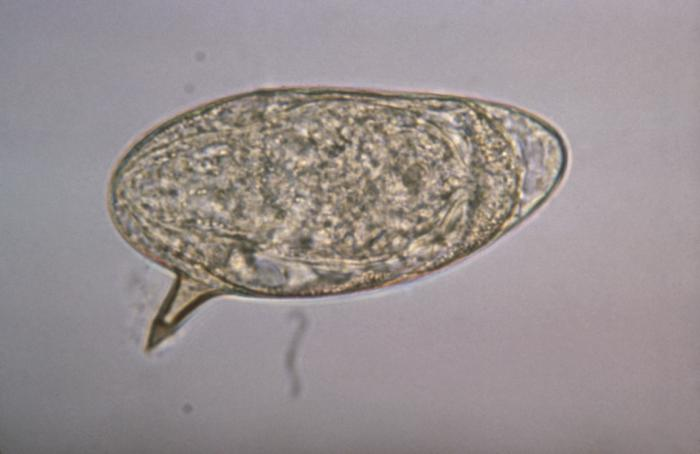
eitje van Schistosoma mansoni